# Live Dates 3
Live Dates 3 is een livealbum van Wishbone Ash en is de derde in de reeks livealbums gestart met Live Dates en Live Dates 2. Het succes van Wishbone Ash begon niet alleen in het Verenigd Koninkrijk, maar ook in Frankrijk. Er was daar een vaste schare fans, die ieder jaar voor de fanclubdag naar Engeland moesten trekken om hun favoriete band te zien spelen. Uit Frankrijk kwam dus het verzoek om de fanclubdag eens in Frankrijk te houden, dan wel een speciaal concert voor de fans aldaar te geven. Op 2 oktober 1999 speelde Wishbone Ash Le Plan, Ris-Orangis nabij Parijs. Er waren fans bij, die het eerste concert hadden meegemaakt, toen de band nog aangekondigd werd als Wismbone Ash. De opnamen bleven even op de plank liggen, totdat Andy Powell ze terughoorde en er wel een album in zag. Er werd gemixt en gemasterd in de Abbey Road Studio onder leiding van Nick Webb, eerder verantwoordelijk voor Pink Floyd, The Beatles en Radiohead. De nummers dateren grotendeels uit de beginperiode van de band, waarvan alleen Powell nog over is.

## Musici
- Andy Powell – gitaar, zang
- Mark Birch – gitaar, zang
- Bob Skeat – basgitaar, zang
- Ray Weston – slagwerk

## Muziek
| Nr. | Titel                 | Duur  |
| --- | --------------------- | ----- |
| 1.  | Come in from the rain | 4:58  |
| 2.  | Living proof          | 7:04  |
| 3.  | Persephone            | 7:47  |
| 4.  | Lifeline              | 6:33  |
| 5.  | Wings of desire       | 3:34  |
| 6.  | Errors of my way      | 5:59  |
| 7.  | Leaf and stream       | 4:18  |
| 8.  | Throw down the sword  | 6:20  |
| 9.  | F.U.B.B.              | 9:24  |
| 10. | Phoenix               | 14:16 |